# Marisa Mell
Marisa Mell (Graz, 24 februari 1939 - Wenen, 16 mei 1992) was een Oostenrijkse actrice. Ze heeft in een groot aantal films gespeeld.
In 1963 kreeg ze een auto-ongeluk waarbij haar gezicht zwaar beschadigd werd. Na twee jaar plastische chirurgie was zij echter weer in staat om te acteren. In 1966 speelde zij een van de hoofdrollen in de film New York chiama Superdrago en in 1968 in Danger: Diabolik.
In 1992 overleed ze aan slokdarmkanker.
- Biblioteca Nacional de España: XX1076418
- Bibliothèque nationale de France: cb14205908h (data)
- Gemeinsame Normdatei: 119330326
- International Standard Name Identifier: 0000 0000 5924 2515
- Library of Congress Control Number: no2012029843
- Système universitaire de documentation: 262268469
- Virtual International Authority File: 34668400
- WorldCat: E39PBJdrJgJqxgCQ6D39TGD8YP